# Uwe Tanneberg
Uwe Tanneberg (* 22. März 1940 in Hamburg; † 10. Dezember 2013) war ein deutscher Verwaltungsjurist. Er war von 1992 bis 2004 Präsident des Landesrechnungshofes Mecklenburg-Vorpommern.

## Leben
Uwe Tanneberg studierte von 1962 bis 1967 Rechtswissenschaften und absolvierte von 1967 bis 1970 das Referendariat.
Er trat 1970 in den Dienst der Freien und Hansestadt Hamburg. Dort arbeitete er zunächst von 1970 bis 1971 im Bezirksamt Hamburg-Nord und wechselte 1971 in das Parlamentsreferat der Behörde für Inneres. Anschließend folgten Verwendungen im Jahr 1972 in der Senatskanzlei, von 1972 bis 1973 in der Baubehörde, von 1973 bis 1978 in der Justizbehörde und von 1978 bis 1983 im Senatsamt für den Verwaltungsdienst.
Im Jahr 1983 wurde er Leiter der Grundsatzabteilung im Rechnungshof der Freien und Hansestadt Hamburg und war dies bis 1987. Sodann war er von 1987 bis 1992 Leiter der Abteilung für Wirtschaftsförderung in der Hamburger Finanzbehörde.
Der Landtag Mecklenburg-Vorpommern wählte Tanneberg am 6. Februar 1992 zum ersten Präsidenten des Landesrechnungshofes Mecklenburg-Vorpommern. Er übte das Amt von 1992 bis 2004 aus. Im Zusammenhang mit den Eklats um die damalige Deponie Schönberg kritisierte er 1993 die damalige Landesregierung scharf. Er sagte als erster Zeuge vor dem Schönberg-Untersuchungsausschuss im Landtag aus.